# مدرسه پرورشگاه شهرکرد
پرورشگاه بی بی ماه بیگم شهرکرد مربوط به دوره پهلوی اول است و در شهرکرد، خیابان مولوی مرکزی واقع شده و این اثر در تاریخ ۷ خرداد ۱۳۸۷ با شمارهٔ ثبت ۲۲۹۵۳ به‌عنوان یکی از آثار ملی ایران به ثبت رسیده است.